# Mykola Oleščuk
Mykola Mykolajovyč Oleščuk (ukrajinsky Микола Миколайович Олещук; * 25. května 1972) je ukrajinský tříhvězdičkový generál, který od 9. srpna 2021 do 30. srpna 2024 sloužil jako velitel ukrajinského letectva.

## Život
Narodil se v Lucku 25. května 1972.
V roce 1994 absolvoval Radiotechnický institut v Žytomyru. V roce 2004 absolvoval s vyznamenáním Charkovskou národní univerzitu a v roce 2010 absolvoval Univerzitu národní obrany Ivana Čerňachovského v Kyjevě. Během své služby v ukrajinském letectvu se specializoval na raketový systém S-300.
Dne 9. srpna 2021 byl jmenován velitelem ukrajinského letectva.
Dne 14. října 2021 byl povýšen do hodnosti generálporučíka. Ve funkci velitele ukrajinského letectva skončil v srpnu 2024, nahradil jej Anatolij Kryvonožko.